# Мајкл Колинс (астронаут)
Мајкл Колинс (енгл. Michael Collins; Рим, 31. октобар 1930 — Нејплс, 28. април 2021) био је  амерички војни пилот и астронаут. Носилац је Председничке медаље слободе, највишег америчког цивилног одликовања.

## Биографија
Рођен је у Риму у Италији, где му је отац био дипломата. Због очеве службе често се селио у детињству. Завршио је Војну академију Вест Поинт 1952. године. Као војни пилот служио је у америчким војним базама у Европи. 1961. био је тест пилот при Америчком ратном ваздухопловству. Завршио је елитни курс за пробне пилоте у ваздухопловној бази Едвардс, Калифорнија. 1963. године постао је астронаут НАСА-е, након одбијања једну годину раније, и 18. јула 1966. је први пута полетео у свемир у мисији Џемини 10, претходно служећи као резерва на Џеминију 7. Током те мисије постао је први човек који је обавио две свемирске шетње. Као ваздухопловни официр имао је чин генерал-мајора у резерви.
Изабран је за члана мисије Аполо 11 заједно са Нилом Армстронгом и Едвином Олдрином. У тој мисији управљао је командним модулом у орбити око Месеца, док су се друга два астронаута спустила на Месец лунарним модулом. Један је од 24 човека који су путовали на Месец. У свемиру је провео 11 дана. Након мисије Аполо 11, Колинс је одбио могућност да буде резервни командант на мисији Аполо 14, што би га ставило у позицију да командује мисијом Аполо 17, којом би слетео на Месец.
Приликом посете Југославији са члановима експедиције (Нилом Армстронгом и Едвином Олдрином), октобра 1969, одликован је Орденом југословенске звезде с лентом.
Током каријере је забележио око 5.000 часова лета.
Након пензионисања 1970. године постао је први управник Смитсонијевог националног музеја за аеронаутику и астронаутику (енгл. Smithsonian Institution's National Air and Space Museum) у Вашингтону. Године 1974, завршио је курс менаџмента на Пословној школи Харварда. Написао је неколико књига о свом лету у свемир, као и мемоаре. Био је ожењен Патришом Колинс од 1957. све до њене смрти 2014. године и са њом има троје деце. Члан је неколико кућа славних и носилац бројних друштвених признања, цивилних и војних одликовања.

## Галерија
- Колинс (први ред, чучи здесна) са класићима. Чарли Басет чучи трећи слева, Џо Енгл стоји први здесна, а Ед Гивенс чучи скроз лево. 1962. године
- Колинс као астронаут НАСА, 1964. године
- Колинс и Џон Јанг (лево) пред лет Џеминија 10, 1966. године
- Колинс током тренинга за лет Апола 11, 1969. године
- Посада Апола 11, слева надесно: Нил Армстронг, Мајкл Колинс и Баз Олдрин, 1969. године
- Колинс у командном модулу током лет Апола 11, 1969. године
- Колинс седи на улазу у командни модул по повратку на Земљу, 1969. године
- Колинс на пријему Конгресне златне медаље, 2009. године
- Колинс у друштву председника САД Доналда Трампа, потпредседника Мајка Пенса и администратора НАСА Џима Брајденстина, 2019. године
- Плакета у Риму која означава место Колинсовог рођења, 2019. године